# Poupartia silvatica
Poupartia silvatica – gatunek z rodziny nanerczowatych. Występuje naturalnie w gęstych, suchych lasach liściastych na terenie Madagaskaru. 

## Morfologia
PokrójDuże drzewo dorastające do 25–35 m wysokości. Jego kora jest szara z białymi plamkami. Jest gruba, twarda i popękana. Przy obtarciu pnia uwalnia czerwonawy sok.
KwiatyKwitnie we wrześniu i październiku.